# Toray Pan Pacific Open 2006
Il Toray Pan Pacific Open 2006 è stato un torneo di tennis giocato sul cemento indoor.
È stata la 31ª edizione del Toray Pan Pacific Open, che fa parte della categoria Tier I nell'ambito del WTA Tour 2006.
Si è giocato al Tokyo Metropolitan Gymnasium di Tokyo, in Giappone, dal 27 gennaio al 5 febbraio 2006.

## Campionesse

### Singolare
Elena Dement'eva ha battuto in finale  Martina Hingis con il punteggio di 6–2, 6–0

### Doppio
Lisa Raymond /  Samantha Stosur  hanno battuto in finale  Cara Black /  Rennae Stubbs con il punteggio di 6–2, 6–1